# ليونارد نغوما
ليونارد نغوما (بالإنجليزية: Leonard Ngoma)‏ (مواليد 2 يناير 1979) هو سبّاح زامبي، مثّل بلاده في الألعاب الأولمبية الصيفية 2000.

## روابط خارجية
ليونارد نغوما على موقع الاتحاد الدولي للسباحة (الإنجليزية)
- ليونارد نغوما على موقع أوليمبيديا (الإنجليزية)